# جلد الفقمة
جلد الفقمة هو الجلد الخاص بالفقمة ومِن مصطلحات جلد الفقمة (بالإنجليزية: Pinseal)‏.
اُسخدمت جلود الفقمة مِن قِبل السكان الأصليين لآلاف السنين لصنع سترات وأحذية مقاومة للماء، وفرو الفقمة لصنع معاطف من الفرو، اعتاد البحارة أن يمتلكوا أكياس تبغ مصنوعة من جلد الفقمة، تُصدِر كل من كندا وغرينلاند والنرويج وروسيا وناميبيا جلد الفقمة.
يجادل شعب الإنويت الأصليون في كندا وألاسكا بأن حظر منتجات الفقمة يضر بنمط حياتهم، ومع ذلك، هناك العديد من الاعتراضات على استخدام جلد الفقمة والفراء والجلد، كما أنه من غير القانوني اصطياد الفقمة في العديد من البلدان، وخاصةً الفقمة الصغيرة، بلغت قيمة صادرات جلد الفقمة العالمية في عام 2006 أكثر من 16 مليون دولار كندي.

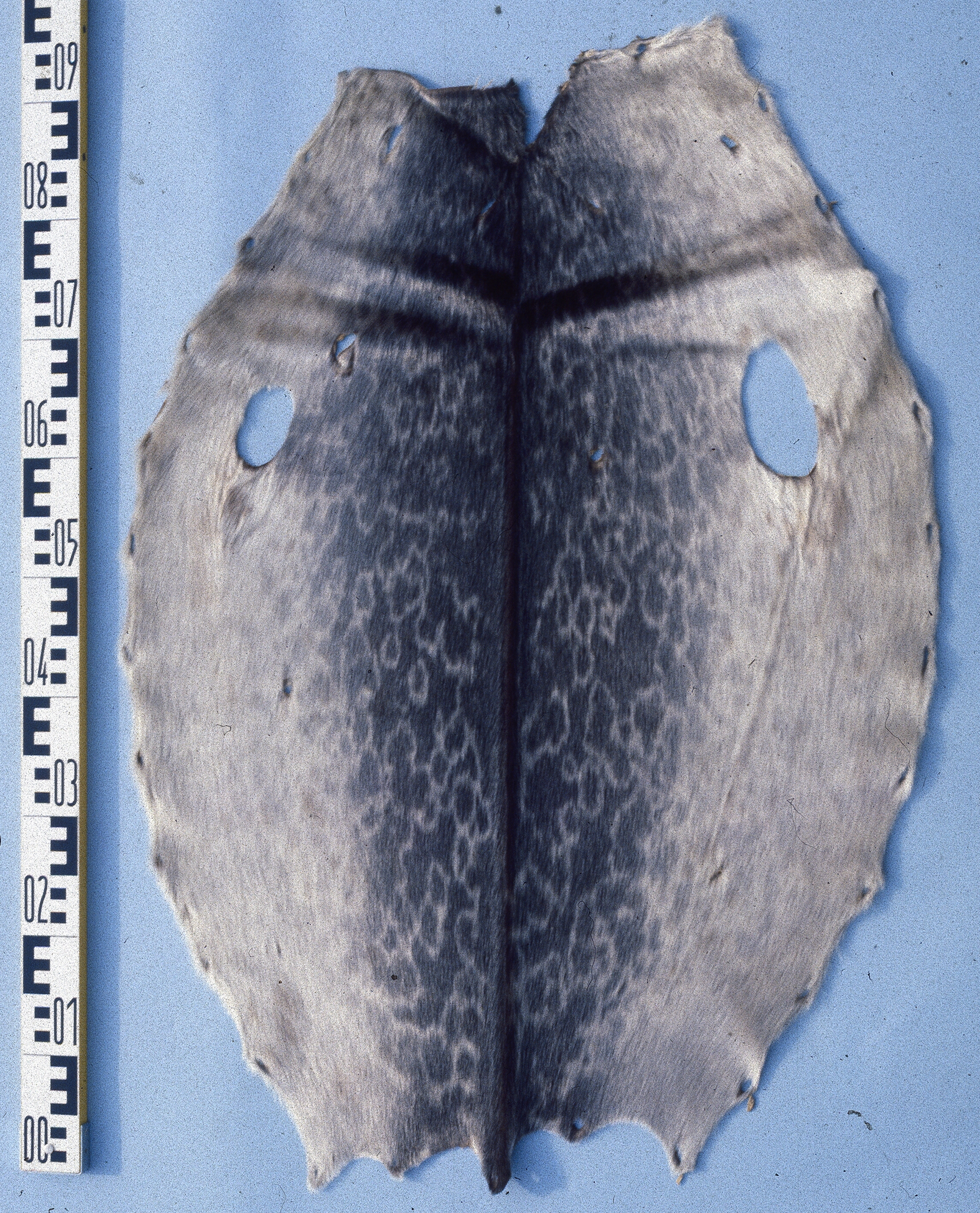
جلد الفقمة الحلقية.